# Orense (Buenos Aires)
Orense is een plaats in het Argentijnse bestuurlijke gebied Tres Arroyos in de provincie Buenos Aires. De plaats telt 2.176 inwoners.